# Raffaello Colarusso
Raffaele Colarusso, detto anche Raffaello (Palmi, 1854 – Palmi, 20 giugno 1919) è stato un politico italiano.
Il 14 luglio 1888, mentre si trovava con la famiglia alla stazione di Bagnara Calabra, fu autore suo malgrado di un omicidio involontario: la rivoltella che portava al fianco gli cadde, e all'impatto col suolo esplose un colpo, che colpì mortalmente tale Raffaele Tegani, il quale morì pochi minuti dopo. Difeso nel successivo processo dall'avvocato Biagio Camagna, che ne sostenne l'innocenza per aver preso tutte le precauzioni possibili (non disponendo tra l'altro la rivoltella di una sicura manuale), fu condannato al solo pagamento di una multa.
Fu poi deputato per 2 legislature tra il 1890 e il 1895. La prima fu in seguito all'elezione generale del 6 novembre 1892, nel collegio di uninominale di Cittanova, con voti 1.777 su 3.483 votanti.  La seconda volta fu eletto nel ballottaggio del 28 marzo 1897, sempre nel collegio di Cittanova, con voti 1.121 su 2.116 votanti.